# Haliris
Haliris is een geslacht van tweekleppigen uit de  familie van de Verticordiidae.

## Soorten
- Haliris accessa (Iredale, 1930)
- Haliris aequacostata (A. D. Howard, 1950)
- Haliris berenicensis (Sturany, 1896)
- Haliris crebrilirata (Prashad, 1932)
- Haliris fischeriana (Dall, 1881)
- Haliris granulata (Seguenza, 1860)
- Haliris jaffaensis (Cotton & Godfrey, 1938)
- Haliris lamothei (Dautzenberg & H. Fischer, 1897)
- Haliris makiyamai (Habe in Kuroda, 1952)
- Haliris mediopacifica (Kosuge, 1979)
- Haliris multicostata (A. Adams, 1862)
- Haliris pygmaea (Kuroda, 1952)
- Haliris setosa (Hedley, 1907)
- Haliris teporis Poutiers & Bernard, 1995
- Haliris trapezoidea (Seguenza, 1876)